# Sportvereinigung Bayer 04 Leverkusen 1982-1983
Questa voce raccoglie le informazioni riguardanti il Sportvereinigung Bayer 04 Leverkusen nelle competizioni ufficiali della stagione 1982-1983.

## Stagione
Nella stagione 1982-1983 il Bayer Leverkusen, allenato da Dettmar Cramer, concluse il campionato di Bundesliga al 11º posto. In Coppa di Germania il Bayer Leverkusen fu eliminato al secondo turno dal Colonia.

## Rosa
| N. |                     | Ruolo | Calciatore        |
| -- | ------------------- | ----- | ----------------- |
| 1  | Germania (bandiera) | P     | Rüdiger Vollborn  |
|    | Germania (bandiera) | P     | Uwe Greiner       |
|    | Germania (bandiera) | D     | Klaus Bruckmann   |
|    | Germania (bandiera) | D     | Dietmar Demuth    |
|    | Germania (bandiera) | D     | Andreas Fehse     |
|    | Germania (bandiera) | D     | Jürgen Gelsdorf   |
|    | Germania (bandiera) | D     | Thomas Hörster    |
|    | Germania (bandiera) | D     | Walter Posner     |
|    | Germania (bandiera) | D     | Frank Saborowski  |
|    | Germania (bandiera) | D     | Helmut Winklhofer |

| N. |                     | Ruolo | Calciatore         |
| -- | ------------------- | ----- | ------------------ |
|    | Polonia (bandiera)  | D     | Rudolf Wójtowicz   |
|    | Germania (bandiera) | C     | Ulrich Bittorf     |
|    | Germania (bandiera) | C     | Markus Elmer       |
|    | Germania (bandiera) | C     | Peter Hermann      |
|    | Germania (bandiera) | C     | Horst Knauf        |
|    | Germania (bandiera) | C     | Jürgen Röber       |
|    | Germania (bandiera) | A     | Dieter Herzog      |
|    | Norvegia (bandiera) | A     | Arne Larsen Økland |
|    | Germania (bandiera) | A     | Wolfgang Vöge      |
|    | Germania (bandiera) | A     | Herbert Waas       |

## Organigramma societario
Area tecnica
- Allenatore: Dettmar Cramer
- Allenatore in seconda:
- Preparatore dei portieri:
- Preparatori atletici:

## Calciomercato

### Sessione estiva
| Acquisti | Acquisti          | Acquisti            | Acquisti |
| R.       | Nome              | da                  | Modalità |
| -------- | ----------------- | ------------------- | -------- |
| C        | Jürgen Röber      | Nottingham Forest   |          |
| D        | Frank Saborowski  | Duisburg            |          |
| P        | Rüdiger Vollborn  | Bayer Leverkusen II |          |
| A        | Herbert Waas      | Monaco 1860         |          |
| D        | Helmut Winklhofer | Bayern Monaco       |          |
| D        | Rudolf Wójtowicz  | Szombierki Bytom    |          |

| Cessioni | Cessioni            | Cessioni          | Cessioni |
| R.       | Nome                | a                 | Modalità |
| -------- | ------------------- | ----------------- | -------- |
| C        | Kurt Eigl           | Unterhaching      |          |
| P        | Valentin Herr       | Kickers Offenbach |          |
| D        | Peter Klimke        | Siegburger SV 04  |          |
| A        | Christian Sackewitz | Uerdingen 05      |          |
| A        | Peter Szech         | Uerdingen 05      |          |

### Sessione invernale
| Acquisti | Acquisti       | Acquisti | Acquisti |
| R.       | Nome           | da       | Modalità |
| -------- | -------------- | -------- | -------- |
| C        | Ulrich Bittorf | Bochum   |          |

| Cessioni | Cessioni | Cessioni | Cessioni |
| R.       | Nome     | a        | Modalità |
| -------- | -------- | -------- | -------- |

## Risultati

### Bundesliga

#### Girone di andata
| Arbitro: | Brückner |

|  |           |                 |
|  | Marcatori | 22’ Grillemeier |

| Arbitro: | Heitmann |

|                                         |           |  |
| Künast 19’, 48’ Pezzey 63’ Cha 74’, 82’ | Marcatori |  |

| Arbitro: | Schmidhuber |

|             |           |  |
| Hörster 25’ | Marcatori |  |

| Arbitro: | Barnick |

|                                                                 |           |  |
| Rummenigge 30’ Hoeneß 33’, 74’ Horsmann 37’ Gelsdorf 90’ (aut.) | Marcatori |  |

| Arbitro: | Ermer |

|  |           |             |
|  | Marcatori | 90’ Hartwig |

| Arbitro: | Walz |

|                                         |           |          |
| Mill 23’ Schmider 32’ Hannes 35’ (rig.) | Marcatori | 24’ Waas |

| Arbitro: | Redelfs |

|  |           |                                        |
|  | Marcatori | 21’ Allgöwer 56’ Ohlicher 65’ Reichert |

| Arbitro: | Clajus |

|                                         |           |                                |
| Timme 30’ Ehrmantraut 60’ Killmaier 89’ | Marcatori | 8’ Hermann 26’ Økland 63’ Waas |

| Leverkusen 9 ottobre 1982, ore 15:30 CET 9ª giornata | Bayer Leverkusen | 0 – 0 referto | Colonia | Ulrich-Haberland-Stadion (12 500 spett.)\| Arbitro: \| Ahlenfelder \| |
| Arbitro:                                             | Ahlenfelder      |               |         |                                                                       |

| Arbitro: | Brehm |

|                         |           |  |
| Geye 21’ Eilenfeldt 84’ | Marcatori |  |

| Arbitro: | Huster |

|         |           |                      |
| Waas 4’ | Marcatori | 30’, 52’ Burgsmüller |

| Arbitro: | Hontheim |

|                      |           |  |
| Abel 51’ Drexler 90’ | Marcatori |  |

| Arbitro: | Föckler |

|           |           |  |
| Økland 3’ | Marcatori |  |

| Arbitro: | Tritschler |

|                                     |           |          |
| Möhlmann 6’ Siegmann 39’ Völler 74’ | Marcatori | 27’ Waas |

| Arbitro: | Uhlig |

|                        |           |                                    |
| Vöge 6’, 45’ Röber 90’ | Marcatori | 14’ Bockenfeld 21’, 74’ Eðvaldsson |

| Arbitro: | Umbach |

|                   |           |                   |
| Groß 69’ Bold 77’ | Marcatori | 28’ Vöge 31’ Waas |

| Arbitro: | Messmer |

|            |           |  |
| Økland 28’ | Marcatori |  |

#### Girone di ritorno
| Arbitro: | Ermer |

|  |           |                     |
|  | Marcatori | 86’ Økland 90’ Vöge |

| Arbitro: | Osmers |

|            |           |         |
| Økland 32’ | Marcatori | 39’ Cha |

| Arbitro: | Pauly |

|                          |           |               |
| Patzke 31’, 73’ Kühn 90’ | Marcatori | 29’, 42’ Vöge |

| Arbitro: | Engel |

|           |           |                 |
| Röber 18’ | Marcatori | 34’ Augenthaler |

| Arbitro: | Klauser |

|                                  |           |  |
| Hrubesch 14’ Rolff 70’ Kaltz 73’ | Marcatori |  |

| Arbitro: | Horeis |

|                                |           |                    |
| Waas 19’ Röber 72’ Hörster 88’ | Marcatori | 28’ Reich 42’ Mill |

| Arbitro: | Barnick |

|                                                        |           |                                     |
| Reichert 24’, 88’ Six 70’ Allgöwer 75’ Niedermayer 78’ | Marcatori | 11’ Röber 63’ Winklhofer 87’ Økland |

| Arbitro: | Walz |

|                        |           |          |
| Økland 13’ Bittorf 24’ | Marcatori | 11’ Blau |

| Arbitro: | Föckler |

|                                        |           |            |
| Fischer 3’, 60’ Strack 10’ Neumann 69’ | Marcatori | 33’ Økland |

| Leverkusen 8 aprile 1983, ore 20:00 CEST 27ª giornata | Bayer Leverkusen | 0 – 0 referto | Kaiserslautern | Ulrich-Haberland-Stadion (7 000 spett.)\| Arbitro: \| Walz \| |
| Arbitro:                                              | Walz             |               |                |                                                               |

| Arbitro: | Redelfs |

|                                  |           |                         |
| Abramczik 62’ Keser 63’ Koch 80’ | Marcatori | 4’ Økland 15’, 17’ Waas |

| Arbitro: | Schmidhuber |

|                               |           |          |
| Posner 11’ Röber 73’ Waas 84’ | Marcatori | 69’ Abel |

| Arbitro: | Liebi |

|  |           |          |
|  | Marcatori | 73’ Waas |

| Arbitro: | Neuner |

|          |           |              |
| Vöge 27’ | Marcatori | 84’ Möhlmann |

| Arbitro: | Theobald |

|                                                |           |  |
| Eðvaldsson 19’ Dusend 41’ Theis 55’ Thiele 77’ | Marcatori |  |

| Arbitro: | Heitmann |

|                                 |           |            |
| Waas 70’ Hörster 89’ Økland 90’ | Marcatori | 90’ Boysen |

| Arbitro: | Michel |

|           |           |                      |
| Geyer 31’ | Marcatori | 40’, 67’, 82’ Økland |

### Coppa di Germania
| Arbitro: | Diekert |

|                   |           |                          |
| Wedekind 66’, 88’ | Marcatori | 34’ Økland 52’, 99’ Waas |

| Arbitro: | Risse |

|                                     |           |          |
| Engels 3’ Šljivo 36’ Littbarski 62’ | Marcatori | 35’ Waas |

## Statistiche

### Statistiche di squadra
| Competizione      | Punti | In casa | In casa | In casa | In casa | In casa | In casa | In trasferta | In trasferta | In trasferta | In trasferta | In trasferta | In trasferta | Totale | Totale | Totale | Totale | Totale | Totale | DR  |
| Competizione      | Punti | G       | V       | N       | P       | Gf      | Gs      | G            | V            | N            | P            | Gf           | Gs           | G      | V      | N      | P      | Gf     | Gs     | DR  |
| ----------------- | ----- | ------- | ------- | ------- | ------- | ------- | ------- | ------------ | ------------ | ------------ | ------------ | ------------ | ------------ | ------ | ------ | ------ | ------ | ------ | ------ | --- |
| Bundesliga        | 29    | 17      | 7       | 6       | 4       | 21      | 18      | 17           | 3            | 3            | 11           | 22           | 48           | 34     | 10     | 9      | 15     | 43     | 66     | -23 |
| Coppa di Germania | -     | 0       | 0       | 0       | 0       | 0       | 0       | 2            | 1            | 0            | 1            | 4            | 5            | 2      | 1      | 0      | 1      | 4      | 5      | -1  |
| Totale            | 29    | 17      | 7       | 6       | 4       | 21      | 18      | 19           | 4            | 3            | 12           | 26           | 53           | 36     | 11     | 9      | 16     | 47     | 71     | -24 |

### Andamento in campionato
| Giornata  | 1  | 2  | 3  | 4  | 5  | 6  | 7  | 8  | 9  | 10 | 11 | 12 | 13 | 14 | 15 | 16 | 17 | 18 | 19 | 20 | 21 | 22 | 23 | 24 | 25 | 26 | 27 | 28 | 29 | 30 | 31 | 32 | 33 | 34 |
| --------- | -- | -- | -- | -- | -- | -- | -- | -- | -- | -- | -- | -- | -- | -- | -- | -- | -- | -- | -- | -- | -- | -- | -- | -- | -- | -- | -- | -- | -- | -- | -- | -- | -- | -- |
| Luogo     | C  | T  | C  | T  | C  | T  | C  | T  | C  | T  | C  | T  | C  | T  | C  | T  | C  | T  | C  | T  | C  | T  | C  | T  | C  | T  | C  | T  | C  | T  | C  | T  | C  | T  |
| Risultato | P  | P  | V  | P  | P  | P  | P  | N  | N  | P  | P  | P  | V  | P  | N  | N  | V  | V  | N  | P  | N  | P  | V  | P  | V  | P  | N  | N  | V  | V  | N  | P  | V  | V  |
| Posizione | 14 | 18 | 16 | 17 | 18 | 18 | 18 | 18 | 17 | 18 | 18 | 18 | 18 | 18 | 18 | 18 | 18 | 17 | 17 | 17 | 15 | 15 | 15 | 16 | 15 | 16 | 15 | 15 | 15 | 13 | 13 | 14 | 14 | 11 |

Legenda:

Luogo: C = Casa; T = Trasferta. Risultato: V = Vittoria; N = Pareggio; P = Sconfitta.

### Statistiche dei giocatori
| Giocatore     | Bundesliga | Bundesliga | Bundesliga  | Bundesliga | Coppa di Germania | Coppa di Germania | Coppa di Germania | Coppa di Germania | Totale   | Totale | Totale      | Totale     |
| Giocatore     | Presenze   | Reti       | Ammonizioni | Espulsioni | Presenze          | Reti              | Ammonizioni       | Espulsioni        | Presenze | Reti   | Ammonizioni | Espulsioni |
| ------------- | ---------- | ---------- | ----------- | ---------- | ----------------- | ----------------- | ----------------- | ----------------- | -------- | ------ | ----------- | ---------- |
| U. Bittorf    | 15         | 1          | 2           | 0          | 0                 | 0                 | 0                 | 0                 | 15       | 1      | 2           | 0          |
| K. Bruckmann  | 23         | 0          | 2           | 0          | 2                 | 0                 | 0                 | 0                 | 25       | 0      | 2           | 0          |
| D. Demuth     | 12         | 0          | 1           | 0          | 0                 | 0                 | 0                 | 0                 | 12       | 0      | 1           | 0          |
| M. Elmer      | 2          | 0          | 0           | 0          | 0                 | 0                 | 0                 | 0                 | 2        | 0      | 0           | 0          |
| A. Fehse      | 1          | 0          | 0           | 0          | 0                 | 0                 | 0                 | 0                 | 1        | 0      | 0           | 0          |
| J. Gelsdorf   | 31         | 0          | 8           | 0          | 2                 | 0                 | 0                 | 0                 | 33       | 0      | 8           | 0          |
| U. Greiner    | 34         | 0          | 0           | 0          | 2                 | 0                 | 0                 | 0                 | 36       | 0      | 0           | 0          |
| P. Hermann    | 24         | 1          | 0           | 0          | 1                 | 0                 | 0                 | 0                 | 25       | 1      | 0           | 0          |
| D. Herzog     | 2          | 0          | 0           | 0          | 0                 | 0                 | 0                 | 0                 | 2        | 0      | 0           | 0          |
| T. Hörster    | 28         | 3          | 3           | 0          | 2                 | 0                 | 0                 | 0                 | 30       | 3      | 3           | 0          |
| H. Knauf      | 17         | 0          | 0           | 0          | 1                 | 0                 | 0                 | 0                 | 18       | 0      | 0           | 0          |
| W. Posner     | 18         | 1          | 1           | 0          | 2                 | 0                 | 0                 | 0                 | 20       | 1      | 1           | 0          |
| J. Röber      | 30         | 5          | 3           | 0          | 2                 | 0                 | 1                 | 0                 | 32       | 5      | 4           | 0          |
| F. Saborowski | 25         | 0          | 6           | 1          | 2                 | 0                 | 0                 | 1                 | 27       | 0      | 6           | 2          |
| R. Vollborn   | 0          | 0          | 0           | 0          | 0                 | 0                 | 0                 | 0                 | 0        | 0      | 0           | 0          |
| W. Vöge       | 31         | 7          | 4           | 0          | 2                 | 0                 | 0                 | 0                 | 33       | 7      | 4           | 0          |
| H. Waas       | 34         | 11         | 0           | 0          | 2                 | 3                 | 0                 | 0                 | 36       | 14     | 0           | 0          |
| H. Winklhofer | 31         | 1          | 4           | 0          | 2                 | 0                 | 0                 | 0                 | 33       | 1      | 4           | 0          |
| R. Wójtowicz  | 23         | 0          | 7           | 1          | 1                 | 0                 | 0                 | 0                 | 24       | 0      | 7           | 1          |
| A. Økland     | 34         | 13         | 1           | 0          | 2                 | 1                 | 0                 | 0                 | 36       | 14     | 1           | 0          |